# 遠野町上遠野
遠野町上遠野（とおのまち かとおの）は、福島県いわき市の大字である。郵便番号は972-0161。

## 地理
いわき市西部の遠野地区に属する。北で遠野町深山田、東で渡辺町上釜戸、南で、遠野町滝、西で遠野町根岸とそれぞれ隣接する。概ね町村制施行以前の菊多郡上遠野村の流れを汲む地域である。二級水系鮫川水系上遠野川中流域および二級水系藤原川水系釜戸川上流域右岸部を主な範囲とする。川沿いの平野部に水田が広がり主に旧街道沿いを中心に市街地が位置する。北部、南部には山林が広がる。植田町内に所在するいわき南警察署及び遠野町根岸に所在する常磐消防署遠野分遣所がそれぞれ管轄にあたる。

### 主な字
字
- 若宮
- 沢繋
- 前山
- 寺戸
- 小淵
- 原前

- 折部前
- 大黒山
- 中ノ町
- 土橋
- 風呂脇
- 根小屋
- 堀切

- 折部前
- 本町
- 西町
- 白幡
- 川張
- 猫塚
- 赤坂

- 折部前
- 太田
- 久保作
- 西大沢
- 鍛治屋作
- 東大沢
- 滝太洞

### 河川
- 上遠野川（二級水系鮫川水系）
  - 前山川
    - 小渕川

  - 根小屋川
  - 堀切川
- 釜戸川（二級水系藤原川水系）

## 歴史
- 1879年1月27日 - 棚倉藩領上遠野村が福島県内における郡区町村制の施行により菊多郡の村となる[4]。
- 1889年4月1日 - 町村制の施行により上遠野村が深山田村、根岸村、滝村と合併し、上遠野村が発足する。旧上遠野村域は上遠野村の大字となる。[4]。
- 1896年4月1日 - 菊多郡と周辺郡との合併により石城郡が発足し、石城郡上遠野村となる[4]。
- 1955年3月31日 - 上遠野村が入遠野村と合併し遠野町が発足し、遠野町の大字となる[4]。
- 1966年10月1日 - 遠野町が平市・磐城市・常磐市・勿来市・内郷市、石城郡小川町・四倉町・川前村・田人村・好間村・三和村、双葉郡久之浜町・大久村と合併しいわき市となり、いわき市遠野地区の大字となる[4]。

## 世帯数と人口
2023年10月31日現在の世帯数と人口は以下の通りである。
| 大字         | 世帯数  | 人口   |
| ------------ | ------- | ------ |
| 遠野町上遠野 | 402世帯 | 1159人 |

## 小・中学校の学区
市立小・中学校に通う場合、学区は以下の通りとなる。
| 番地 | 小学校               | 中学校               |
| ---- | -------------------- | -------------------- |
| 全域 | いわき市立遠野小学校 | いわき市立遠野中学校 |

## 交通

### 道路
- 福島県道14号いわき石川線
  - 遠野バイパス
- 一級市道白幡井戸沢線

## 施設
- 旧福島県立いわき湯本高等学校遠野校舎（旧福島県立遠野高等学校）
- いわき市立遠野中学校（旧いわき市立上遠野中学校）
- いわき市立遠野小学校（旧いわき市立上遠野小学校）
- 上遠野公民館
- 遠野市民運動場
- 上遠野郵便局
- 福島さくら農業協同組合 遠野支店
- ひまわり信用金庫 遠野支店
- コメリ いわき遠野店
- 上遠野城跡
- 三峯神社